# Andie MacDowell
Rosalie Anderson "Andie" MacDowell (født 21. april 1958 i Gaffney, South Carolina, USA) er en amerikansk model og filmskuespiller.
Efter at have medvirket i tv-reklamer for Calvin Klein, debuterede hun som Jane Porter i Hugh Hudsons Greystoke: The Legend of Tarzan, Lord of the Apes (Greystoke: Legenden om Tarzan, Abernes herre, 1984), men hendes stemme blev dubbet af Glenn Close på grund af hendes store syd-stats dialekt. Efter en birolle i ungdomsfilmen St. Elmo's Fire (Kliken fra St. Elmo, 1985) fik hun et gennembrud med Cannes-vinderen Sex, Lies, and Videotape (Sex, løgn og video, 1989). Hun spillede mod Gérard Depardieu i Green Card (1990), og har siden haft centrale roller i Groundhog Day (En ny dag truer, 1993), Short Cuts (1993), Four Weddings and a Funeral (Fire bryllupper og en begravelse, 1994) og Multiplicity (Fire i en, 1996). Hun har været frontfigur for kosmetikproducenten L'Oréal.

## Filmografi
| År        | Film                                         | Rolle                                  | Kommentarer |
| --------- | -------------------------------------------- | -------------------------------------- | --- |
| 1984      | Greystoke: Legenden om Tarzan, Abernes herre | Miss Jane Porter                       | |
| 1985      | St. Elmo's Fire                              | Dale Biberman                          | |
| 1988      | The Secret of the Sahara                     | Anthea                                 | |
| 1989      | Sex, Lies, and Videotape                     | Ann Bishop Mullany                     | Independent Spirit Awards Los Angeles Film Critics Association Award for Best Actress Nomineret — Golden Globe Award for Best Actress - Motion Picture Drama |
| 1990      | Green Card                                   | Brontë                                 | Nomineret — Golden Globe Award for Best Actress - Motion Picture Musical or Comedy                                                                           |
| 1991      | Hudson Hawk                                  | Anna Baragli                           | |
| 1991      | The Object of Beauty                         | Tina                                   | |
| 1991      | Women & Men 2: In Love There Are No Rules    | Emily                                  | Fjernsynsfilm |
| 1992      | The Player                                   | Herself                                | Gæsteoptræden |
| 1993      | Short Cuts                                   | Ann Finnigan                           | Golden Globe Special Ensemble Cast Award Volpi Cup |
| 1993      | En ny dag truer                              | Rita                                   | Saturn Award for Best Actress |
| 1993      | Ruby Cairo                                   | Elizabeth 'Bessie' Faro aka Ruby Cairo | |
| 1994      | Four Weddings and a Funeral                  | Carrie                                 | Nomineret — Golden Globe Award for Best Actress - Motion Picture Musical or Comedy                                                                           |
| 1994      | Bad Girls                                    | Eileen Spenser                         | |
| 1995      | Unstrung Heroes                              | Selma Lidz                             | |
| 1996      | Michael                                      | Dorothy Winters                        | |
| 1996      | Multiplicity                                 | Laura Kinney                           | |
| 1997      | The End of Violence                          | Page                                   | |
| 1998      | Shadrach                                     | Trixie                                 | |
| 1999      | Just the Ticket                              | Linda Palinski                         | også produsent |
| 1999      | Muppets from Space                           | Shelley Snipes                         | |
| 1999      | The Muse                                     | Laura Phillips                         | |
| 2000      | Harrison's Flowers                           | Sarah Lloyd                            | |
| 2001      | Town & Country                               | Eugenie Claybourne                     | også ukrediteret producer |
| 2001      | On the Edge                                  | Lisa                                   | segmentet "Reaching Normal" |
| 2001      | Crush                                        | Kate Scales                            | |
| 2001      | Dinner with Friends                          | Karen                                  | Fjernsynsfilm |
| 2002      | Jo                                           | Jo                                     | Fjernsynsfilm |
| 2002      | Ginostra                                     | Jessie                                 | |
| 2005      | The Last Sign                                | Kathy Macfarlane                       | |
| 2005      | Beauty Shop                                  | Terri                                  | |
| 2005      | Riding the Bus with My Sister                | Rachel Simon                           | Fjernsynsfilm |
| 2005      | Tara Road                                    | Marilyn                                | |
| 2006      | Barnyard                                     | Etta the Hen                           | stemme |
| 2007      | Intervention                                 | Kelly                                  | |
| 2008      | Inconceivable                                | Lottie Louise Du Bose                  | |
| 2009      | The Six Wives of Henry Lefay                 |                                        | |
| 2009      | The 5th Quarter                              | Maryanne Abbate                        | |
| 2010      | As Good as Dead                              | Helen Kalahan                          | |
| 2010      | Lone Star                                    | Alex                                   | Not airs tv-serie, 2 episoder |
| 2010      | Daydream Nation                              | Enid Goldberg                          | |
| 2010      | At Risk                                      | Monique Lamont                         | Fjernsynsfilm |
| 2010      | The Front                                    | Monique Lamont                         | Fjernsynsfilm |
| 2009      | Monte Carlo                                  | Pamela Bennett-Kelly                   | |
| 2009      | Footloose                                    | Vi Moore                               | |
| 2012      | 30 Rock                                      | Claire Williams                        | 1 episode (Leap Day) |
| 2012      | Jane by Design                               | Gray Chandler Murray                   | 18 episode |
| 2013 – nu | Cedar Cove                                   | Olivia Lockhart                        | |
| 2013      | Breaking at the Edge                         | Dr. Ghozland                           | |
| 2015      | Magic Mike XXL                               | Nancy                                  | |

|
|}